# 公田 (地名)
公田，是臺灣嘉義縣番路鄉的一個傳統地域名稱，位於該鄉東半葉中部略偏北。相較於今日行政區，其範圍大致包括公田村不含北端及東南部、公興村不含東南端凸出部分、草山村北端。

## 歷史
台灣日治初期，公田地區為一街庄（舊制），稱為「公田庄」，隸屬於嘉義東堡。當時其範圍較大，包括後來拆出的糞箕湖地區南部及板仔龍山西北側地帶。當時的公田庄西邊北段及北邊與大湖庄為鄰，東與蕃地為鄰，南邊為草山庄，西南邊一小段與石硦庄為鄰，西邊南段為灣潭仔庄、番仔路庄，而糞箕湖庄仍不存在。
1901年（日治明治三十四年）11月11日，全台設置二十廳，公田、大湖兩庄均隸屬於嘉義廳。1903年（明治三十六年）6月，兩庄均編入「番仔路區」，隸屬於嘉義廳。1909年（明治四十二年）10月，合併二十廳為十二廳，番仔路區仍隸屬於嘉義廳。1912年（明治四十五年）1月24日，嘉義廳嘉義東堡新設一街庄（舊制），稱為「糞箕湖庄」，並編入「鹿蔴產區」。糞箕湖庄係拆自原大湖庄的東大半部（尖崠仔山以東）及原公田庄的東北部（巃頭坪以北），同時將原公田庄的北部最西端一塊地（板仔龍山西北側）也併入大湖庄。分割後的公田庄西邊北段及北邊西段與大湖庄為鄰，北邊東段與新設的糞箕湖庄為鄰，東與蕃地為鄰，南邊為草山庄，西南邊一小段與石硦庄為鄰，西邊南段為灣潭仔庄、番仔路庄。
1920年（大正九年），廢十二廳改設五州二廳，該庄改制為「公田」大字，隸屬於臺南州嘉義郡番路庄（新制街庄）。
戰後番路庄改制為番路鄉，隸屬於臺南縣，大字亦改制為村。1950年（民國39年）10月，雲、嘉、南分治，番路鄉改隸屬於嘉義縣。

## 聚落
本地區發展較早的聚落有坔田仔、隙頂、公田、無水瓏、鞍頂等，在日治期初期的官方地圖上已有記載。此外，本地區尚有中寮、鞍腳等聚落。

## 交通
省道台18線是太保至塔塔加的幹道，經過本地區中寮、鞍腳等聚落。由該道（大方向）西行可前往中埔鄉、嘉義市、嘉義縣太保市，並止於高鐵嘉義站旁的鄉道嘉58-1線路口；東行可前往竹崎鄉東端、阿里山鄉、南投縣信義鄉，並止於塔塔加的太平巷路口暨省道台21線的終點。
鄉道嘉130線是公田至巃頭的道路。
鄉道嘉130-1線是馬厝至五越仔的道路。

## 學校
- 隙頂國小
- 公興國小（已廢校）
- 公田國小（已廢校）